# Faustino Fernández Ovies
Faustino Fernández Ovies (Siero, 16 febbraio 1953) è un ex ciclista su strada spagnolo, professionista tra il 1976 ed il 1980.

## Palmarès
- 1977

Gran Premio Nuestra Señora de Oro
- 1978

Subida a Arrate
- 1979

3ª tappa Vuelta a los Valles Mineros
- 1980

1ª tappa Vuelta a Aragón
Classifica finale Vuelta a Aragón

### Altri successi
- 1977

Classifica scalatori Giro d'Italia

## Piazzamenti

### Grandi Giri
- Giro d'Italia

1977: 31º
- Tour de France

1978: ritirato (11ª tappa)
1979: ritirato (3ª tappa)
- Vuelta a España

1980: 12º